# Matt Bennett
Matthew „Matt” Bennett (ur. 13 listopada 1991 w Massapequa) – amerykański aktor, scenarzysta i piosenkarz.
Znany głównie z roli Roberta „Robbie” Shapiro z serialu młodzieżowego Nickelodeon Victoria znaczy zwycięstwo. Wystąpił także w innych serialach i filmach jak: Totally for Teens czy Skok na cnotę.

## Filmografia
- 2012: Epoka lodowcowa 4: Wędrówka kontynentów jako Louis (głos).
- 2011: iCarly jako Robert „Robbie” Shapiro (odcinek Przyjęcie z Victoria znaczy zwycięstwo).
- 2010–2013: Victoria znaczy zwycięstwo jako Robert „Robbie” Shapiro.
- 2010: Skok na cnotę jako Matt.
- 2009: Totally for Teens jako Jamie.
- 2009: Michael & Michael Have Issues jako Greg.
- 2014: Sam i Cat jako Robert „Robbie” Shapiro.
- 2015: Więzienny eksperyment jako Kyle Parker.
- 2015: Game Shakers. Jak wydać grę? jako on sam.